# 見山村
見山村（みやまむら）は、大阪府三島郡にあった村。現在の茨木市の北西端にあたる。

## 地理
- 山岳：竜王山
- 河川：安威川、下音羽川

## 歴史
- 1889年（明治22年）4月1日 - 町村制の施行により、島下郡下音羽村・上音羽村・忍頂寺村・銭原村・清坂村・長谷村・車作村の区域をもって発足。
- 1896年（明治29年）4月1日 - 所属郡が三島郡に変更。
- 1955年（昭和30年）4月3日 - 茨木市に編入。同日見山村廃止。